# Eric Powell
Eric Walter Powell (Haringey, Londres, 6 de maig de 1886 – Piz Roseg, Grisons, Suïssa, 17 d'agost de 1933) va ser un professor, artista i remer anglès que va competir a començaments del segle xx.
El 1908 va prendre part en els Jocs Olímpics de Londres, on guanyà la medalla de bronze en la prova del vuit amb timoner del programa de rem.
Fill d'un reverend, estudià a Eton i al Trinity College de la Universitat de Cambridge. El 1906, 1907 i 1908 remà amb Cambridge a la Regata Oxford-Cambridfe. El 1912 guanyà la Diamond Challenge Sculls de la Henley Royal Regatta amb el Viking Club.
Durant la Primera Guerra Mundial va serví a la Royal Flying Corps i posteriorment a la Royal Air Force.
Powell fou professor d'art a Eton, alhora que ell mateix pintava aquarel·les. Aficionat a la muntanya, morí en un accident al Piz Roseg, Grisons, Suïssa.